# Transdev Rheinland
De Transdev Rheinland GmbH is een vervoersmaatschappij in het stads- en streekvervoer in de Duitse deelstaat Noordrijn-Westfalen. De maatschappij is een dochteronderneming van Transdev GmbH die tot 15 maart 2015 handelde onder de naam Veolia Verkehr Rheinland.
Transdev Rheinland is actief in spoorvervoer onder de naam Rheinisch-Bergische Eisenbahn-Gesellschaft (RBE). RBE rijdt in opdracht van Regiobahn GmbH de S28 van de S-Bahn Rhein-Ruhr (Kaarst - Neuss - Düsseldorf - Mettmann). Daarnaast verzorgt RBE ook goederenvervoer in opdracht van Teutoburger Wald-Eisenbahn (Captrain).
In het busvervoer is Transdev Rheinland actief onder de naam Taeter Aachen met stadsbussen in Alsdorf, Herzogenrath en enkele regionale lijnen.